# Ladislav Haškovec

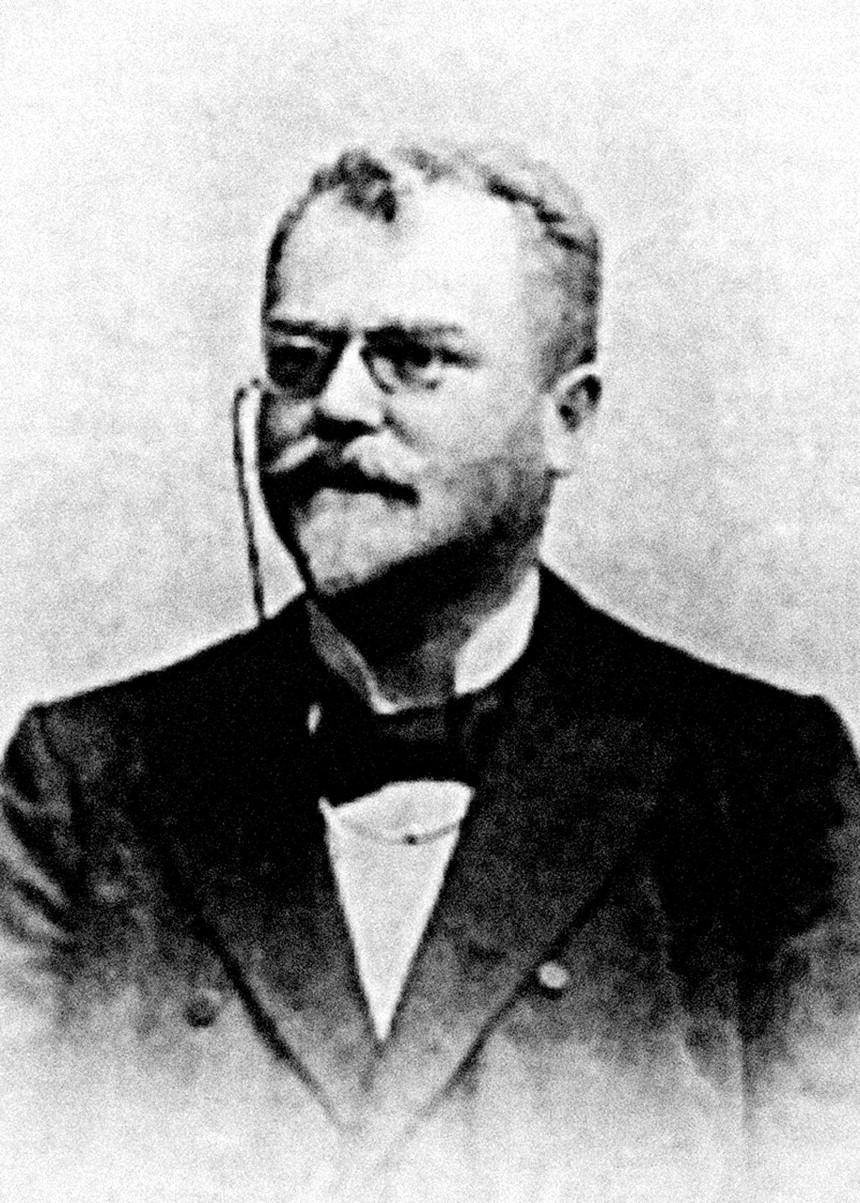
Porträtaufnahme, um 1900

Ladislav Haškovec (* 18. Mai 1866 in Bechyně, Böhmen; † 16. Januar 1944 in Prag) war ein tschechischer Psychiater, der im Jahre 1901 erstmals die Symptome der Akathisie beschrieb.

## Leben
Ladislav Haškovec studierte an der Prager Karls-Universität Medizin und arbeitete dort ab 1892 in der Psychiatrie. 1916 wurde er zum Professor berufen. Von 1925 bis zu seinem Eintritt in den Ruhestand im Jahre 1936 war er Direktor der Klinik für Nervenkrankheiten an der Karls-Universität Prag. Ladislav Haškovec war verheiratet und hatte drei Kinder.

## Leistung
Seine herausragendste Leistung ist die Entdeckung der Akathisie. Vor der Societé de Neurologie in Paris berichtete er am 7. November 1901 über zwei derartige Fälle, die anschließend in der Revue Neurologique veröffentlicht wurden. Die Erkrankung, die heute üblicherweise als Nebenwirkung von Neuroleptika auftritt, hat er damit Jahrzehnte vor der Einführung derartiger Medikamente entdeckt.